# Jeong Youn-seok
Jeong Youn-seok (정윤석?, 鄭允锡?, Jeong Yun-seokLR, Chŏng Yun-sŏkMR; Heilongjiang, 30 aprile 2003) è un attore sudcoreano.
Ha iniziato la sua carriera nel mondo dello spettacolo all'età di quattro anni, per poi comparire in diversi film e serial televisivi. Come attore bambino è principalmente noto per le sue interpretazioni nei serial Anae-ui yuhok (2009) e Good Doctor (2013). Proprio il ruolo in Anae-ui yuhok gli ha valso il premio come "miglior nuovo attore" agli SBS Drama Awards 2009.

## Biografia
Nasce nella provincia cinese di Heilongjiang da genitori di origine sinocoreana.

## Filmografia

### Cinema
- Eorin wangja (어린 왕자?), regia di Choi Jong-hyun (2008)
- R2B: Return to Base (알투비: 리턴투베이스?, Altubi: Riteontu Be-iseuLR), regia di Kim Dong-won (2012)
- Boksung-a namu (복숭아나무?), regia di Ku Hye-sun (2012)
- The Hero (더 히어로?), regia di Kim Bong-han (2013)
- Hwa-i: Gwimur-eul samkin a-i (화이: 괴물을 삼킨 아이?), regia di Jang Joon-hwan (2013)
- Tazza: Sin-ui son (타짜: 신의 손?, Tajja: Sineui SonLR), regia di Kang Hyeong-cheol (2014)
- Slow Video (슬로우 비디오?, Seullou BidioLR), regia di Kim Young-tak (2014)

### Televisione
- Jumong (주몽?) – serie TV (2007)
- 8wor-e naerineun nun (8월에 내리는 눈?) – serie TV (2007)
- Wanggwa na (왕과 나?) – serie TV (2007)
- Tae-wangsasin-gi (태왕사신기?) – serie TV (2007)
- New Heart (뉴하트?) – serie TV (2007)
- Amnokgang-eun heureunda (압록강은 흐른다?) – serie TV (2008)
- Eden-ui dongjjok (에덴의 동쪽?) – serie TV (2008-2009)
- Anae-ui yuhok (아내의 유혹?) – serie TV (2008-2009)
- Partner (파트너?) – serie TV (2009)
- Susanghan samhyeongje (수상한 삼형제?) – serie TV (2009-2010)
- Sarang-ui gijeok (사랑의 기적?) – serie TV (2010)
- Galsurok gisedeungdeung (갈수록 기세등등?) – serie TV (2011)
- Geunchogo wang (근초고왕?) – serie TV (2011)
- Ma-ui (마의?) – serie TV (2012)
- Full House Take 2 (フルハウスTAKE2?) – serie TV (2012)
- Scandal: Mae-u chunggyeog-igo budodeokhan sageon (스캔들: 매우 충격적이고 부도덕한 사건?) – serie TV (2013)
- Geunyeo-ui sinhwa (그녀의 신화?) – serie TV (2013)
- Good Doctor (굿 닥터?) – serie TV (2013)
- Jugun-ui tae-yang (주군의 태양?) – serie TV (2013)
- Hwanggeum mujigae (황금 무지개?) – serie TV (2013)
- Jeong Do-jeon (정도전?) – serie TV (2014)
- Romaenseuga pir-yohae (로맨스가 필요해 3?) – serie TV (2014)
- Wattda! Jang Bo-ri (왔다! 장보리?) – serie TV (2014)
- Doljin! Syupeogajeongbu-wa wiheomhan dongne (돌진! 슈퍼가정부와 위험한 동네?) – serie TV (2015)
- Ulji-anhneun sae (울지않는 새?) – serie TV (2015)
- Nae ttal, Geum Sa-wol (내 딸, 금사월?) – serie TV (2015)
- Jang Yeong-sil (장영실?) – serie TV (2016)
- A-iga daseot (아이가 다섯?) – serie TV (2016)
- Okjunghwa (옥중화?) – serie TV (2016)
- Gureumi geurin dalbit (구르미 그린 달빛?) – serie TV (2016)
- Mugunghwa kkot pi-eosseumnida (무궁화 꽃이 피었습니다?) – serie TV (2017)